# Crkva sv. Nikole sa župnim dvorom, gospodarskom zgradom i pilom u Žumberku
Crkva sv. Nikole sa župnim dvorom, gospodarskom zgradom i pilom je sakralno-profani objekt u općini Žumberak, zaštićeno kulturno dobro.

## Opis dobra
Crkva sv.Nikole, povijesno žumberačka župna crkva, smještena je izvan naselja, a zajedno s baroknom kurijom nekadašnjeg župnog dvora, gospodarskom zgradom i pilom baroknih obilježja formira vrijednu cjelinu povijesne, arhitektonske i ambijentalne vrijednosti. Crkva gotičkog porijekla barokizirana je 1654. te obnovljena 1894. godine. Jednobrodna je, pravokutnog tlocrta s užim poligonalnim svetištem, sakristijom i zvonikom pred glavnim pročeljem. Nad brodom je strop, dok je svetište svođeno. Crkva je arhitektonski zanimljiva s obzirom na očuvane gotičke elemente te tragove oslika na eksterijeru.

## Zaštita
Pod oznakom Z-1887 zavedena je kao nepokretno kulturno dobro - pojedinačno, pravna statusa zaštićena kulturnog dobra, klasificirano kao "sakralno-profana graditeljska baština".